# John Robichaux
John Robichaux, parfois écrit John Robechaux, né le 16 janvier 1866 à Thibodaux en Louisiane et mort en 1939 à La Nouvelle-Orléans, est un chef d'orchestre de jazz, batteur et violoniste américain.

## Orchestre
Il arrive à La Nouvelle-Orléans en 1891. Il commence par jouer dans le brass band Excelsior Brass Band, puis dirige plusieurs formations, dont son orchestre The John Robichaux Dance Orchestra de 1895 à 1927. Son groupe est de ceux qui jouent des morceaux variés : valses, chansons populaires, ragtime, à l'occasion de concerts, de soirées dansantes, dans des endroits divers : restaurants, salles de bal, fêtes privées, et le dimanche après-midi au Lincoln Park. L'effectif varie en fonction des besoins mais est généralement de sept ou huit musiciens.
Parmi ses musiciens figurent Edward « Dee Dee » Chandler, Baptiste DeLisle, et les frères James et Wendell MacNeil : quand ceux-ci partent pour l'armée en 1898, John doit les remplacer et recrute entre autres Paul Beaulieu à la clarinette, Lorenzo Tio Sr. et Manuel Perez, puis Bud Scott (en) à la guitare en 1904. John fait jouer les morceaux que le public ou la clientèle attend et reste sur un répertoire traditionnel. Son groupe est l'un des plus appréciés du public mais se trouve concurrencé par le groupe de Buddy Bolden, The Bolden Band, qui attire alors le public par son ragtime plus relâché et ouvert à l'improvisation.
John Robichaux est l'auteur de 350 chansons et de nombreux arrangements. Il est l'oncle du pianiste de jazz Joe Robichaux (en) (1900-1965).